# 櫻花 (CAPSULE單曲)
「櫻花」（さくら）是日本音樂組合CAPSULE（以capsule名義）發行的第一張單曲。於2001年3月28日發行。唱片公司為YAMAHA MUSIC COMMUNICATIONS。

## 解説
- CAPSULE（以capsule名義）主流出道的第一張單曲。
- 「櫻花」是一首十分抓耳的流行曲，當中帶有東洋色彩，旋律會讓人想起80年代的日本音樂，令人一聽難忘。
- 這張單曲曾經登上ORICON周榜第60位，是組合首張上榜的單曲。

## 收錄曲

### CD
全曲、作詞、作曲・編曲：中田康貴（“おまけ付”作词为越岛敏子）。
1. 櫻花（さくら）
2. 壞掉的時鐘（壊れた時計）
3. 戀愛了（恋をしました）
4. 附赠曲（おまけ付）*Bonus Track